# Enicospilus glyphanosus
Enicospilus glyphanosus là một loài tò vò trong họ Ichneumonidae.